# Louise (Oper)
Louise ist eine Oper (Originalbezeichnung: „Roman musical“) in vier Akten und fünf Bildern von Gustave Charpentier (Musik) mit einem Libretto des Komponisten. Die Uraufführung erfolgte am 2. Februar 1900 in der Salle Favart der Opéra-Comique in Paris. Die Oper gilt als französische Antwort auf den Verismus und ist eine Hommage an die Stadt Paris und den Montmartre.

## Handlung
Die Oper handelt von der Liebe des Arbeitermädchens Louise zu dem Bohémien Julien. Obwohl ihr Vater Verständnis zeigt, verbietet ihr die Mutter den Umgang mit dem jungen Taugenichts. Nach einigen Rückschlägen gelingt es Julien, Louise zur Flucht aus dem Elternhaus zu bewegen. Sie ziehen in eine kleine Hütte am Montmartre, wo Louise von den Bohémiens zu ihrer Muse gekrönt wird. Als der Vater schwer erkrankt, überredet die Mutter Louise, für kurze Zeit wieder bei ihnen zu leben. Nach dessen Genesung verbieten sie ihr jedoch die Rückkehr zu Julien. Der Streit eskaliert, und Louise verlässt im Zorn die Wohnung.

### Erster Akt
Vorspiel
Mansardenzimmer in einer Arbeiterwohnung

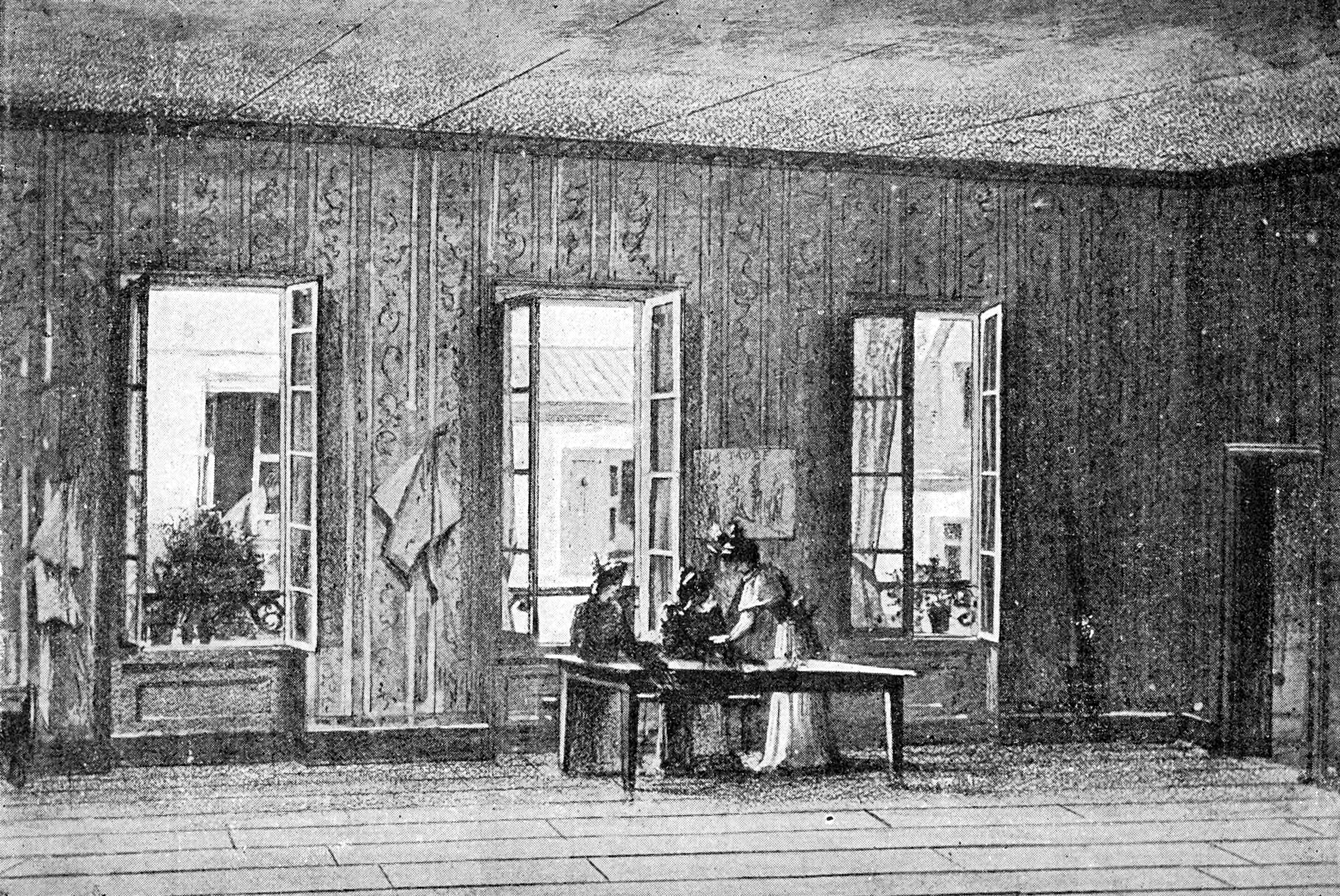
Mansardenzimmer,
erster und vierter Akt

Im Hintergrund die Eingangstür; rechts davon die Küche; weiter rechts auf derselben Seite nach vorne hin die Tür zum Zimmer der Eltern. Links eine Glastür zu Louises Zimmer; weiter links ein großes offenes Fenster zum Balkon; hinter dem Balkon Dächer und ein Ausschnitt des Pariser Himmels. Gegenüber dem Balkon eine erhöhte Terrasse vor einem kleinen Künstleratelier. Sechs Uhr abends im April.
Szene 1. Louise erwartet besorgt ihren Verlobten, den jungen Maler Julien, der sich verspätet hat. Ihre strengen Eltern waren bisher mit ihrer Verbindung nicht einverstanden. Nun hat er auf ihre Bitte hin einen letzten Brief an ihren Vater verfasst. Sollte er immer noch nicht nachgeben, will er mit ihr fliehen. Doch Louise will den Eltern eine Enttäuschung ersparen. Sie liebt Julien, aber doch auch ihre Eltern. Sie bittet Julien, ihr zu erzählen, wie er sich in sie verliebt hatte. Er hatte längere Zeit in der Nachbarwohnung gelebt, ohne sie zu bemerken, da sie die Wohnung kaum verlassen durfte. Nachdem er sie eines Tages flüchtig gesehen hatte, beobachtete er sie am Ostertag an ihrem Fenster und war sofort fasziniert von ihrem Lächeln. Unbemerkt von den beiden tritt Louises Mutter ein, lehnt sich kurz an den Sessel und nähert sich dann dem Fenster.
Szene 2. Louise erzählt Julien, dass sie selbst schon vor einiger Zeit auf ihn aufmerksam geworden war. Es hatte bereits einige kurze Begegnungen gegeben, die aber von der Mutter unterbrochen worden waren. Dann haben sie sich eines Abends heimlich verlobt, während ihre Eltern schliefen. Erst jetzt bemerkt Louise ihre Mutter, die alles angehört hat und Louise in die Küche verweist. Überrascht über Louises plötzliches Schweigen, macht Julien einen Scherz über die Strenge ihrer Mutter. Diese zeigt sich ihm, beschimpft ihn und tritt dann ins Nebenzimmer. Verwirrt begibt sich Julien auf den Balkon, von wo er Louise durch das Fenster seinen Brief an ihren Vater zeigt. Er zieht sich trällernd zurück. Die Mutter schließt das Fenster.
Szene 3. Louise kommt zitternd aus der Küche. Ihre Mutter zitiert die mitgehörten Liebesschwüre Juliens und macht ihr Vorwürfe. Sie nennt Julien einen nichtsnutzigen Schmarotzer und Frauenhelden, der sein Leben in der Kneipe verbringe. Louise verteidigt Julien vehement. Ihre Mutter könne zwar ihr Glück verhindern, doch niemals ihre Liebe zerstören. Die beiden unterbrechen ihren Streit, als sie von der Treppe Schritte hören.
Szene 4. Der Vater kehrt erschöpft von der Arbeit nach Hause zurück. In der Hand hält er einen Brief. Die Mutter eilt in die Küche. Während Louise noch ganz durcheinander von dem Streit das Abendessen herrichtet, liest der Vater den Brief Juliens. Unterdessen lästert die Mutter über die vielen Faulenzer. Der Vater hält Gerechtigkeit für ein „großes Wort“. Wenn man selbst kein Geld habe, solle man sich damit zufriedengeben, es für andere zu verdienen. Jeder sei selbst für sein Glück verantwortlich und könne es auch ohne Vermögen erreichen. Zur Bekräftigung tanzt er einen Walzer mit der Mutter. Dann liest er den Brief mit Juliens Antrag. Er meint, dass er nett geschrieben sei und sich die beiden wirklich zu lieben scheinen. Er will Julien einladen, um ihn näher kennenzulernen. Die Mutter jedoch lehnt Julien entschieden ab. Sie habe bereits schlimme Dinge über ihn gehört. Louise widerspricht und erhält eine Ohrfeige von der Mutter. Sie bricht in Tränen aus. Der Vater tröstet sie, meint aber auch, dass die Liebe blind mache. Bei der Wahl des Partners helfe Erfahrung, und man könne aus der Vergangenheit des Geliebten einiges über die Zukunft erfahren. Die Mutter geht trällernd ins Nebenzimmer. Der Vater bittet Louise, seinem Urteil zu vertrauen und Julien zu vergessen, falls er ihn ablehnen sollte. Louise meint, sie werde ihn (ihren Vater) immer lieben. Um von diesem Thema abzulenken, bittet der Vater Louise, ihm aus der Zeitung vorzulesen. Der Artikel handelt von der festlichen Pariser Frühlingssaison. Louise wird erneut von Gefühlen überwältigt.

### Zweiter Akt
Vorspiel. „Paris s’éveille“
Erstes Bild. Straßenkreuzung

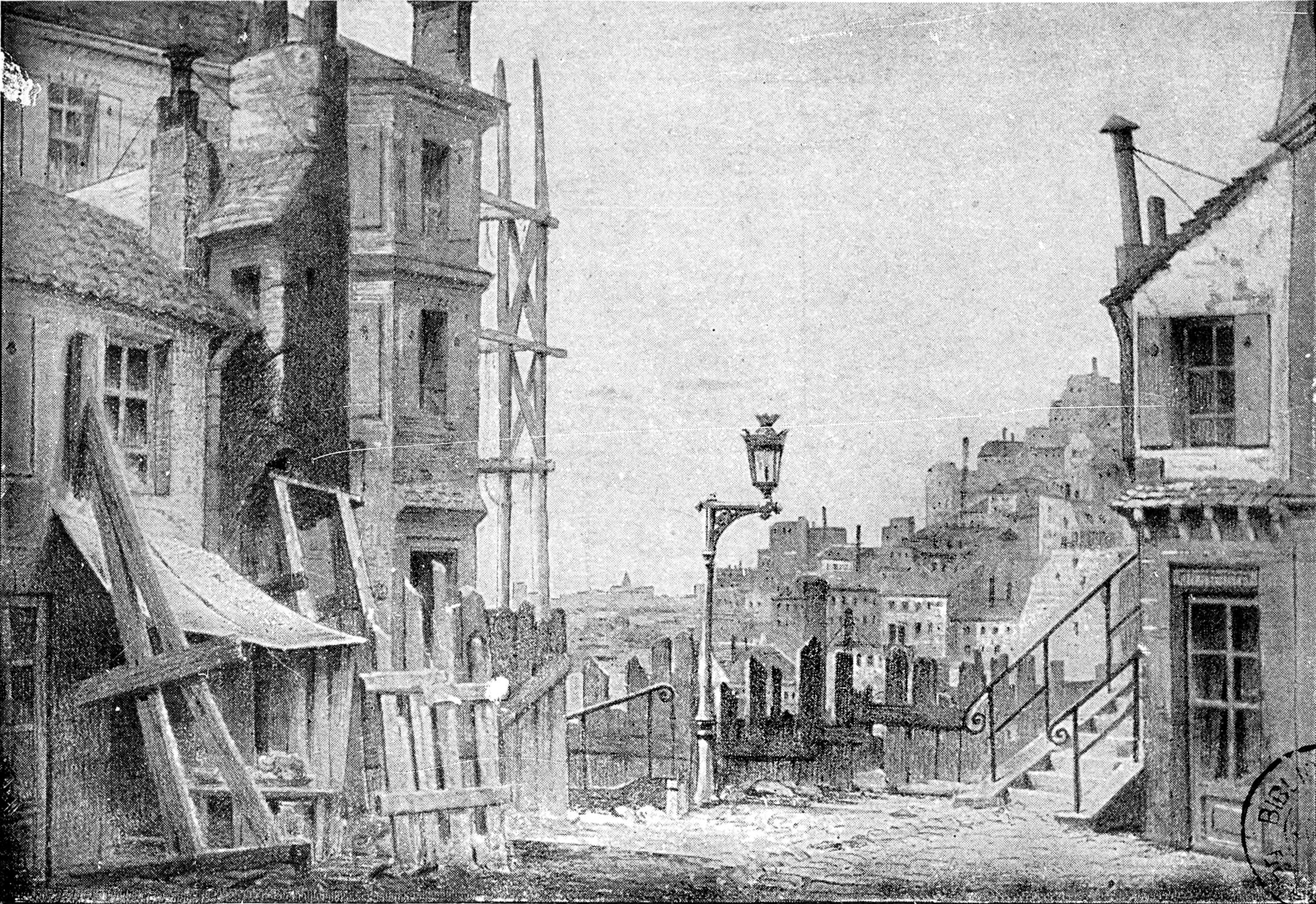
Straßenkreuzung,
zweiter Akt, erstes Bild

Die Szene stellt eine Kreuzung am unteren Rand des Montmartre dar. Auf der linken Seite im Hintergrund der Bühne eine absteigende Treppe; ganz links ein Schuppen; Rechts ein Haus und eine Taverne; im Hintergrund rechts eine aufsteigende Treppe, ganz rechts eine Gasse; in der Ferne rechts die Butte; links die Vorstadt. Verkäufer legen ihre Waren aus. Arbeiter bereiten sich auf den Tag vor. Es ist fünf Uhr morgens im April. Nebel umgibt die Stadt.
Szene 1. Eine kleine Lumpensammlerin, eine Kohlensammlerin, ein Nachtschwärmer, ein Zeitungsmädchen, ein Trödler und eine Milchfrau unterhalten und necken sich bei ihrer Arbeit. Der Nachtschwärmer sucht weitere Vergnügungen in der Stadt und stößt an der Straßenecke mit einem Lumpensammler zusammen. Der schimpft über den Nachtschwärmer, der erst vor kurzem seine Tochter verführt hatte. Der Trödler erzählt von ähnlichen Erfahrungen mit seinen drei Töchtern, die das Paradies drüben dem hiesigen Leben vorziehen.
Szene 2. Die Straßenkreuzung belebt sich. Zwei Schutzmänner kommen hinzu. Eine alte Frau preist Kleider an. Eine Straßenkehrerin erinnert sich an ihrer glückliche Jugendzeit als „Königin von Paris“. Ein Straßenjunge versucht, die Adresse ihres damaligen „Arbeitsplatzes“ in Erfahrung zu bringen. Sie verweist auf die Stadt.
Szene 3. Julien erscheint mit seinen Bohème-Freunden: einem Maler, einem Bildhauer, einem Liederdichter, einem jungen Dichter, einem Studenten und zwei Philosophen. Er beabsichtigt, Louise auf ihrem Weg zu ihrer Arbeitsstätte im Schneideratelier abzufangen und mit ihr zu fliehen, sobald ihre Mutter außer Sicht ist. Die Bohémiens wollen Louise zu ihrer Muse krönen. Ein vorbeiziehender Lehrling fordert sie auf, an die Arbeit zu gehen. Die Bohémiens ziehen sich zurück.
Szene 4. Zum Hintergrund der Rufe verschiedener Händler, darunter einer Stuhlflechterin, einem Altwarenhändler, einer Möhrenhändlerin, einer Artischockenhändlerin und einer Vogelfutterverkäuferin, schwärmt Julien vom morgendlichen Pariser Stadtleben. Arbeiterinnen erscheinen, und er versteckt sich im Schuppen.
Szene 5. Die Näherinnen Blanche, Marguerite, Susanne, Gertrud, Camille und Irma treten schwatzen in das Haus. Julien tritt ungeduldig aus dem Schuppen. Ein Lehrmädchen und die Arbeiterinnen Élise und Madeleine machen sich über ihn lustig und laufen lachend ins Haus. Er tritt wieder in den Schuppen, als er Louise mit ihrer Mutter kommen sieht.
Szene 6. Die Mutter ermahnt Louise, sich die Flausen aus dem Kopf zu schlagen. Um ihre Ehrbarkeit sicherzustellen, soll Louise in Zukunft in der Wohnung arbeiten. Die Mutter verabschiedet sich zärtlich und geht fort.
Szene 7. Julien tritt aus seinem Versteck und fragt Louise, wie sein Brief von ihren Eltern aufgenommen wurde. Louise reagiert ängstlich zurückhaltend. Julien erinnert sie an ihr Versprechen und drängt sie, mit ihm zu fliehen. Louise versichert ihm ihre Liebe, bittet aber um Aufschub. In der Ferne erklingt die Flöte eines Ziegenhirten. Louise verabschiedet sich und lässt Julien traurig zurück.
Szene 8. Zu den Rufen eines Kleiderhändlers, der Vogelfutterverkäuferin und der Artischockenhändlerin fällt der Vorhang.
Zwischenspiel
Zweites Bild. Ein Schneideratelier

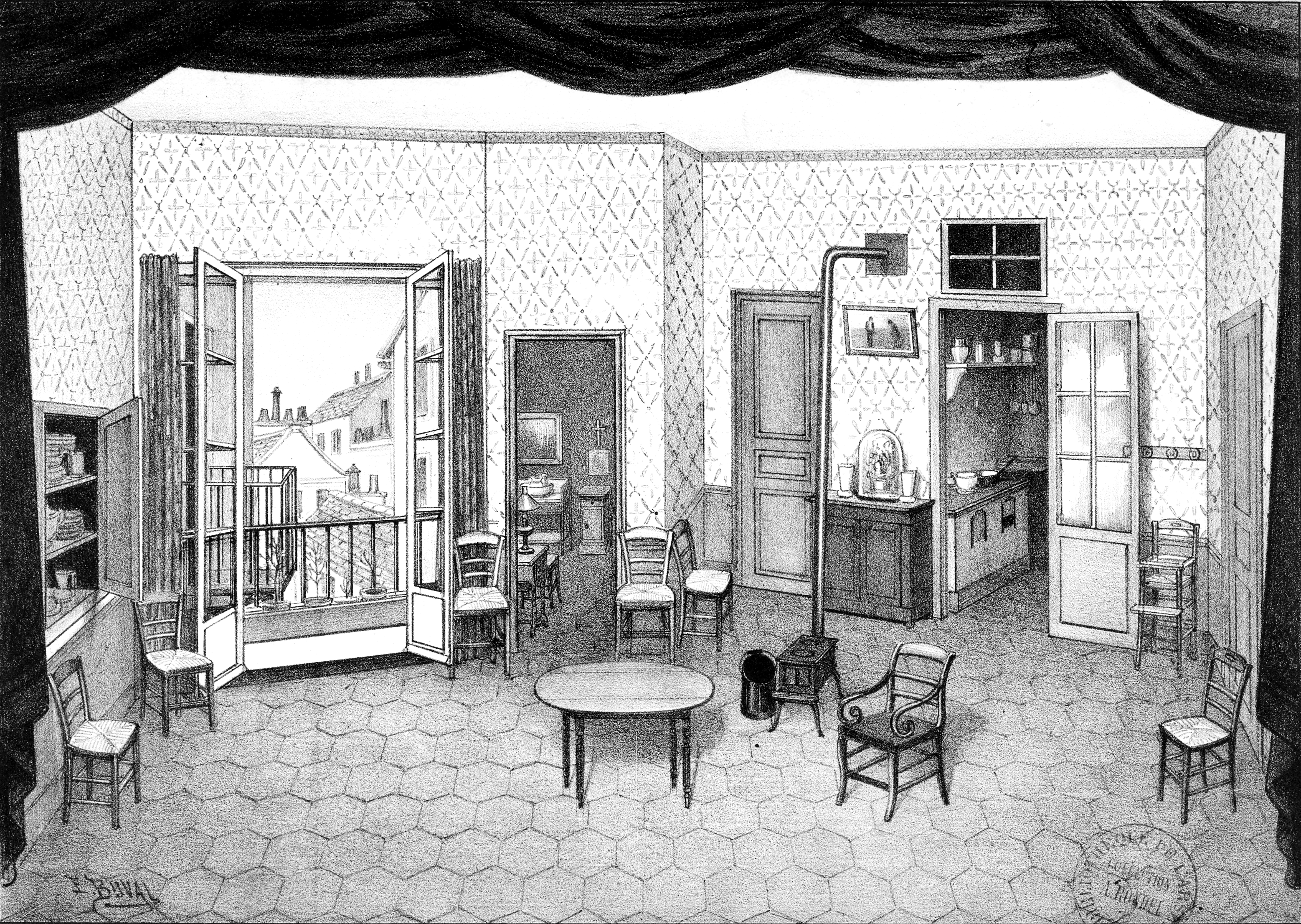
Das Schneideratelier,
zweiter Akt, zweites Bild

Die Schneiderinnen arbeiten schwatzend und singend an ihren Tischen. Zwei Arbeiterinnen plissieren an der Schneiderpuppe einen Unterrock; das Lehrmädchen sammelt Nadeln auf; eine Schneiderin arbeitet an der Nähmaschine.
Szene 1. Louise sitzt schweigend etwas abseits. Als ihre Kolleginnen das bemerken, vermuten sie erst Ärger mit ihrer Mutter. Dann necken sie sie damit, dass sie verliebt sei. Louise leugnet das. Die Mädchen dagegen schwärmen vom Gefühl der Liebe. Die Aufseherin drängt zur Arbeit. Plötzlich ist von draußen Musik zu hören.
Szene 2. Irma, Camille, Marguerite, Élise, Madeleine und das Lehrmädchen gehen zu den Fenstern, um in den Hof zu schauen. Begleitet von seinen Freunden gibt Julien ein Ständchen für Louise. Die Mädchen werfen ihm Geld und Kusshände zu. Nur Louise lässt sich nicht blicken. Julien singt ungeduldig von unerwiderter Liebe. Allmählich langweilen sich die Mädchen. Julien ist auch nicht zu stoppen, als das Lehrmädchen Lappen in den Hof wirft. Schließlich fordern die Mädchen die Musiker auf, zum Tanz aufzuspielen. Alle toben und tanzen. Louise erklärt den anderen, dass sie sich nicht wohl fühle, und verlässt das Atelier. Die Musik entfernt sich. Die Schneiderinnen schauen einander erstaunt an.
Szene 3. Das Lehrmädchen glaubt, dass der Sänger für Louises Verhalten verantwortlich ist. Alle stürzen zum Fenster und sehen Julien und Louise beisammen.

### Dritter Akt
Vorspiel. „Vers la cité lointaine“
Ein kleiner Garten am Fuß des Montmarte

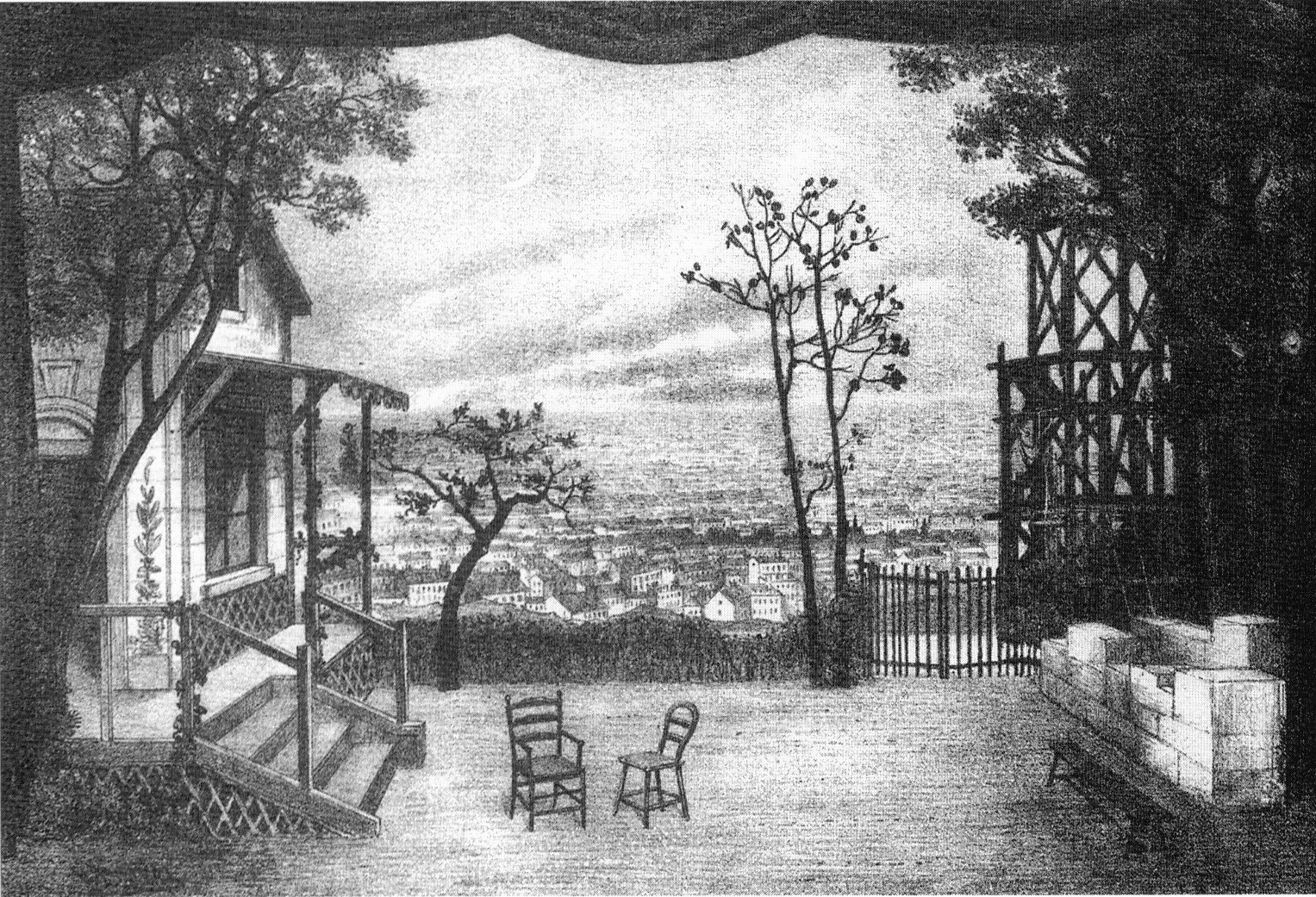
Hütte am Montmartre,
dritter Akt

Auf der linken Seite ein kleines einstöckiges Haus mit Veranda und einem offenen Vorbau. Neben dem Haus im Vordergrund eine Mauer mit einer kleinen Pforte. Rechts Gerüste. Im Hintergrund eine Hecke; zwischen der Hecke und den Gerüsten eine offene Tür. Ein Pfad führt an der Hecke entlang; dahinter die Dächer der Nachbarhäuser und das Panorama von Paris. Die Dämmerung steht bevor.
Szene 1. Julien sitzt mit einem Buch in der Hand in der Nähe des Hauses, anscheinend in glückliche Gedanken versunken. Louise betrachtet ihn lächelnd von der Veranda. Dann nähert sie sich ihm und schwärmt von ihrem neuen Glück („Depuis le jour“). Sie bereut nichts: In der Näherei galt sie als Außenseiterin, der Vater hielt sie für unreif, und die Mutter schlug sie. Sie erzählt Julien von dem Gespräch mit ihrem Vater (erster Akt, Szene 4). Julien meint, dass ihr Vater sich irre. Er verkenne das Gebot der Liebe. Ein jeder habe das Recht auf Freiheit und die Pflicht zu lieben. Die Liebe ihrer Eltern sei nichts als Egoismus. Dagegen sei Louise nun zum Symbol von Paris geworden, das sie vereint erobern werden. Beide betrachten begeistert die Stadt, in der allmählich die Lichter entzündet werden, und besingen die Freiheit und die Liebe. In der Ferne sind Trompetenklänge zu hören. Über Paris erstrahlt ein Feuerwerk. Louise führt Julien mit einer leidenschaftlichen Geste ins Haus. Trommeln erklingen in der Ferne.
Szene 2. Ein Bohémien erscheint, springt über die Hecke, bemerkt das erleuchtete Fenster, macht eine Geste in Richtung der Stadt und gibt ein Signal. Ein zweiter erscheint auf gleiche Weise. Das Licht im Fenster erlischt. Drei Kameraden tragen ein sperriges Paket ins Haus. Sie schmücken die Fassade, die Veranda und den Vorbau mit Bannern, Stoffen und Laternen. In der Ferne erklingen Schreie, Gesänge und festliche Fanfaren. Die Lichter der Stadt scheinen sich auf die Butte zuzubewegen. Trommelwirbel und freudige Rufe erschallen. Passanten kommen herbei, um nach dem Grund zu sehen. Straßenjungen klettern auf die umstehenden Häuser. Verkleidete Grisetten und Bohémiens umschwärmen das Haus. Das Fest beginnt.
Divertissement
Szene 3. Krönung der Muse von Montmartre. Der Narrenkönig (der Nachtschwärmer der ersten Szene des zweiten Akts) hält eine Eröffnungsrede, verbeugt sich und stellt Louise eine Tänzerin als „lebendige Blume“ vor. Alle jubeln. Die Tänzerin sammelt Blumen von den umstehenden Grisetten ein und flicht sie zu einem Diadem, mit dem sie Louise krönt. Die Grisetten drapieren einen mit Silber durchwirkten Schal als Symbol für ihre Königswürde um Louises Schultern. Auf die Frage der Grisetten und Bohémiens, ob sie ihre Muse werden will, stimmt Louise zu. Julien und Louise versichern sich ihre Liebe. Während die Anwesenden jubeln, taucht plötzlich Louises Mutter auf. Der Narrenkönig, die Standartenträger, Musiker und Tänzerinnen entfernen sich. Louise wirft sich erschrocken Julien in die Arme. Auf ein Zeichen Juliens zieht sich die Menge zurück. Louise flüchtet ins Haus. Julien stellt sich entschlossen der Mutter entgegen. In der Ferne erklingen Trommelwirbel.
Szene 4. Die Mutter teilt Julien mit, dass Louises Vater schwer erkrankt ist. Er hatte Louises Flucht nicht verwunden, konnte nicht mehr schlafen und wandelte stundenlang im Dunkeln umher. Seit gestern hat sich sein Zustand verschlimmert. Die Mutter glaubt, dass nur eine Versöhnung mit Louise ihn retten könne, und bittet sie, nach Hause zu kommen. Julien lässt die Mutter versprechen, dass Louise wieder zu ihm zurückkehren darf. Louise gibt Julien ihren Schal und folgt der Mutter.

### Vierter Akt
Das Mansardenzimmer wie im ersten Akt

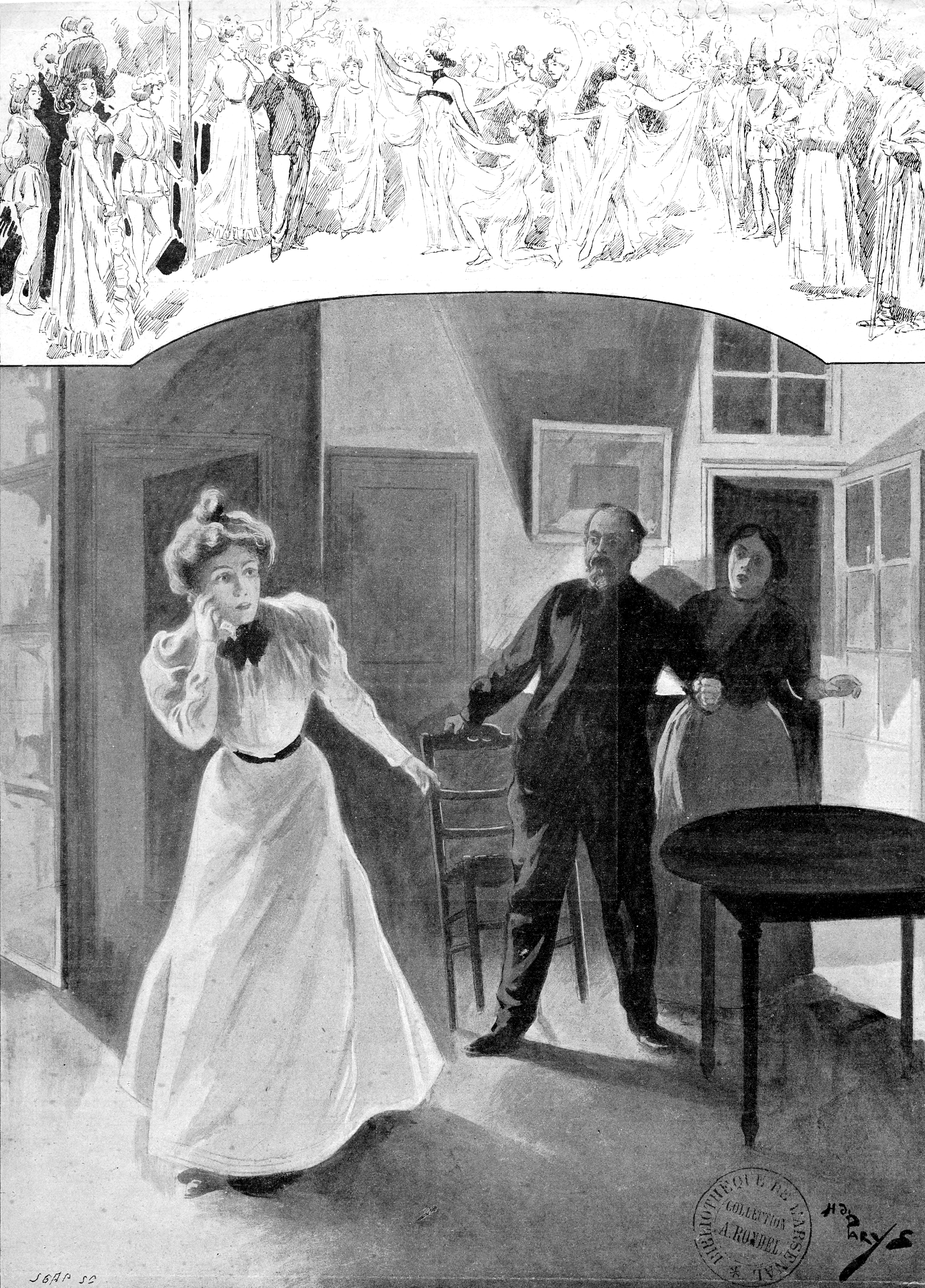
Krönung der Muse, dritter Akt
Louises Auszug, vierter Akt

Juliens Haus und Terrasse sind verschwunden; in der Ferne ist Paris zu sehen. Neun Uhr abends. Sommer.
Szene 1. Der Vater sitzt in der Nähe des Tischs. Die Mutter spült in der Küche. Durch die Glastür sieht man Louise in ihrem Zimmer in der Nähe des offenen Fensters arbeiten, aus dem sie sehnsüchtig schaut. Die Mutter bringt dem Vater eine Schale Tee und fordert ihn zaghaft zum Trinken auf; dann öffnet sie das Fenster. Sie versucht den Vater mit einem Hinweis auf die nach dem Abriss der alten Häuser freie Sicht auf Paris aufzuheitern. Der Vater hat sich zwar in den letzten zwanzig Tagen von seiner Krankheit erholt, ist aber immer noch verbittert. Er klagt über den Egoismus der jüngeren Generation. Nach all der Liebe, die er in die Erziehung seiner Tochter gesteckt hat, muss er sie nun einem Dieb überlassen. Auch Louise schmollt, denn die Eltern haben sie nach der Genesung des Vaters nicht wieder gehen lassen. Als die Mutter sie auffordert, dem Vater gute Nacht zu wünschen, kommt sie nur langsam aus ihrem Zimmer.
Szene 2. Louise bückt sich zu ihrem Vater nieder und präsentiert ihm ihre Stirn. Der Vater ergreift sie mit Gewalt, drückt sie an sich und umarmt sie lange. Doch sie reißt sich los, ohne ihm seinen Kuss zu geben. Ihr Vater vermisst die frühere Vertrautheit. Louise dagegen fühlt sich wie ein Vogel im Käfig eingesperrt. Sie erinnert die Mutter an ihr Versprechen, ihr ihre Freiheit zu lassen. Die Mutter behauptet, sie hätten lediglich eine Einwilligung zur Heirat gegeben, aber nicht zur freien Liebe. Der Vater wünscht sich, dass alles wieder so wird wie früher, als sie ein Kind war. Doch Louise hat den Ruf der Großstadt vernommen und kann sich ihm nicht mehr entziehen. Der Streit eskaliert. In einem Anflug von Zorn wirft der Vater Louise hinaus. Sie flieht mit einem Aufschrei aus der Wohnung.
Szene 3. Die Lichter der Stadt verlöschen plötzlich. Nach Luises Abgang schwindet der Zorn des Vaters. Er läuft die Treppe hinunter und ruft nach ihr. Die Mutter schaut aus dem Fenster in die Nacht. Nachdem der Vater zurückgekehrt ist, werden die Stadtlichter allmählich wieder sichtbar. Der Vater ballt seine Faust und verflucht Paris.

## Gestaltung

### Instrumentation
Die Orchesterbesetzung der Oper enthält die folgenden Instrumente::545
- Holzbläser: drei Flöten (3. auch Piccolo), zwei Oboen (2. auch Englischhorn), drei Klarinetten (3. auch Bassklarinette), zwei Fagotte
- Blechbläser: vier Hörner, drei Trompeten, drei Posaunen, Basstuba
- Pauken, Schlagzeug: Triangel, Kleine Trommel, Tamburin, Große Trommel, Becken
- Celesta
- zwei Harfen
- Streicher
- Bühnenmusik: Flöte (auch Piccolo), Klarinette, drei Trompeten, zwei Posaunen, Basstuba, Schlagzeug (Große Trommel, Kleine Trommel, Tamburin, Becken), Gitarre, Glocken, Nähmaschine

### Libretto
Louise gilt als die „bedeutendste französische Oper der veristischen Richtung“. Das Libretto der Oper, die Charpentier explizit als „roman musical“ bezeichnete, weist deutliche Parallelen zu den Romanen Émile Zolas auf, die er auf die Oper übertrug. Die Morgenszene im ersten Bild des zweiten Teils ist ein musikalisches Pendant zu dessen Paris-Gemälde in Ein Blatt Liebe. Charpentier wie auch Zola ging es darum, die Lebenswirklichkeit der „kleinen Leute“ und der Bohème darzustellen. Im Gegensatz zu Puccini in dessen Bohème unternahm Charpentier keinen Versuch einer romantischen Verklärung. Um die Atmosphäre zu untermalen, führte er wie auch Zola eine große Zahl von charakteristischen Nebenfiguren ein. Eine Aufführung kommt allerdings mit deutlich weniger Sängern aus, da diese jeweils mehrere Rollen übernehmen können.:545
Das Volk spricht im Straßendialekt, der auch in der Vertonung berücksichtigt wurde. Die damals als unmoralisch empfundene Ausdrucksweise sorgte gelegentlich für Kritik und erschwert auch eine Übersetzung. Sie war in der höheren Oper damals völlig neuartig. Zusätzlich kommen als Ausdrucksmittel verschluckte Silben, Alliterationen und Binnenreime vor.

### Musik
Trotz des naturalistischen Texts ist die Musik immer wieder lyrisch melodisch. Für die deklamatorischen Stellen nutzt Charpentier unterschiedliche Methoden zwischen Singen, halb gesprochenem Ton, Lachen und Schreien. Die ausgesungenen Stellen des Liebespaares, der Bohémiens und der Grisetten erinnern dagegen an die Musik seines Lehrers Jules Massenet, der das Werk bewunderte. Auch Charles Gounod ist als Vorbild zu nennen.
Die Hauptrollen wurden von Charpentier musikalisch sorgfältig charakterisiert: Julien ist leidenschaftlich und leichtsinnig, Louise zurückhaltend und furchtsam. Dem Vater widmete er besonders melodische Passagen. In den stummen Szenen wie der exakt im Libretto beschriebenen Heimkehr des Vaters (erster Akt, Szene 4) verwendet Charpentier Leitmotive, zur Vorbereitung der musikdramatischen Entwicklung. Anders als z. B. bei Richard Wagner haben diese jedoch keine tragende Funktion, die für das Verständnis des Werks wesentlich wäre. Sie funktionieren eher wie die Erinnerungsmotive Puccinis. Wagner wird durch den ersten Philosophen auch direkt zitiert (zweiter Akt, erstes Bild, Szene 3). Der Chor der Näherinnen (zweiter Akt, zweites Bild), erinnert an den Chor der Spinnerinnen im zweiten Aufzug des Fliegenden Holländers.
Die Orchesterbesetzung ist außerordentlich farbig und originell. Charpentier setzte auch unübliche Instrumente wie eine Viola da gamba oder eine Nähmaschine ein.
Die Oper beginnt mit einer festlichen Fanfare, auf deren Motiv auch das anschließende Vorspiel basiert. Es erscheint im Verlauf der Oper in unterschiedlichen Formen als Ausdruck leidenschaftlicher Lebensfreude immer wieder.
Das Orchestervorspiel des zweiten Akts mit dem Titel „Paris s’éveille“ schildert auf farbige Weise genau dieses: das Erwachen der Stadt Paris.
Die größte Bekanntheit erreichte Louises Arie „Depuis le jour“ in der ersten Szene des dritten Akts.

## Werkgeschichte

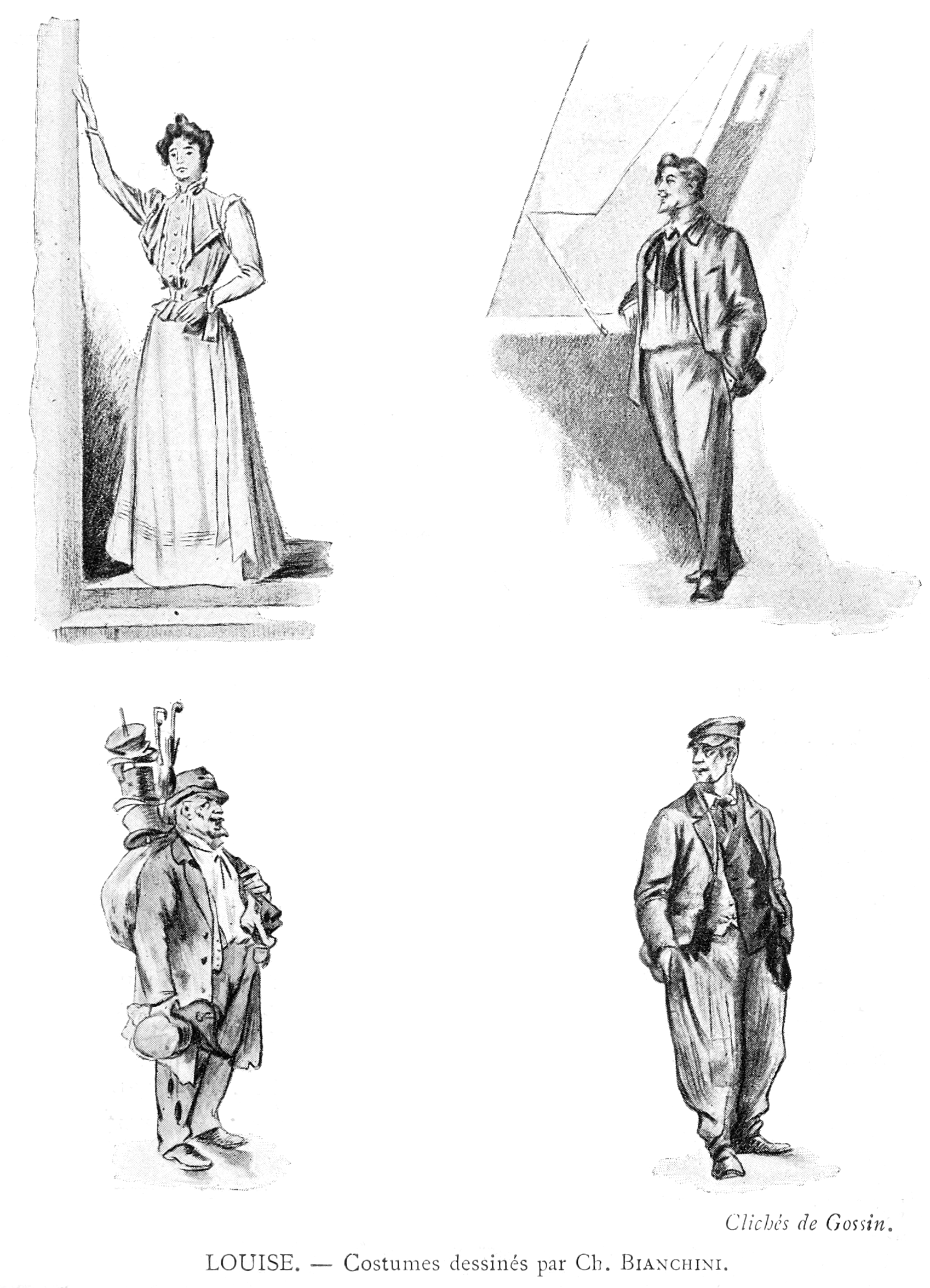
Kostüme von Ch. Bianchini

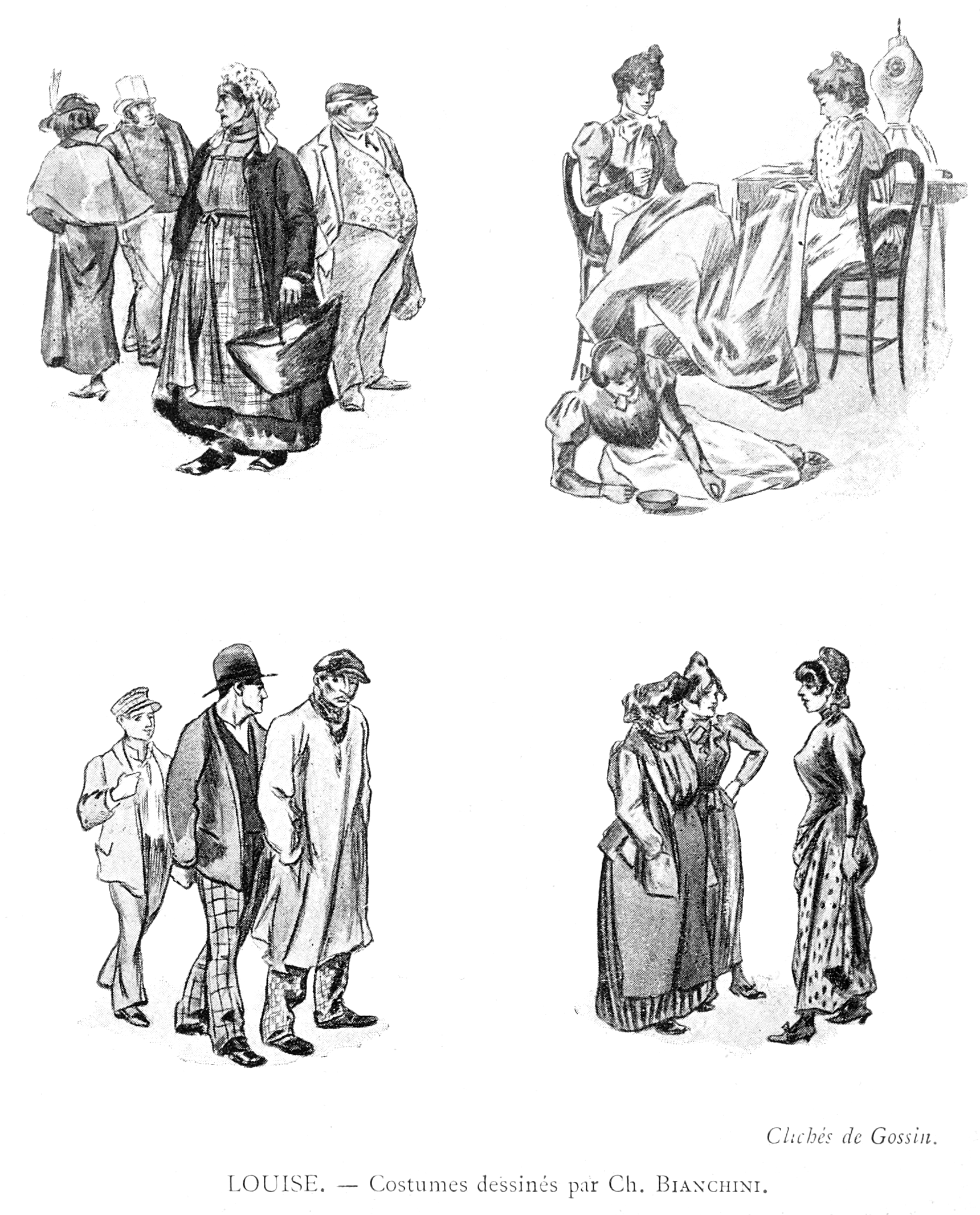
Kostüme von Ch. Bianchini

Louise ist Gustave Charpentiers erste Oper. Die Idee dazu erhielt er bei einem Abendessen mit dem Dichter Saint-Pol-Roux und anderen. Er begann die Arbeit 1887 während seines Aufenthalts in der Villa Medici in Rom, wo er als Gewinner des Prix de Rome ein Pflichtstück abliefern musste. Die Oper hat insofern einen autobiographischen Hintergrund, als Charpentier der Stadt Rom nichts abgewinnen konnte und sich nach Paris und der dortigen Bohème-Szene sehnte,:545 die er aus eigener Erfahrung kannte. Ursprünglich sollte das Libretto vom Musikverleger Georges Hartmann gestellt werden – doch Charpentier wollte nicht warten und schrieb es selbst. Im Libretto ist kein zweiter Librettist angegeben, und Charpentier versicherte immer, dass er es allein geschrieben habe. Doch existieren Hinweise darauf, dass er Saint-Pol-Roux für die Fertigstellung bezahlte.
Charpentier unterbrach die Beschäftigung an Louise für die Komposition seines symphonischen Dramas La vie du poète und nahm sie erst 1893 wieder auf. 1896 war das Werk weitgehend fertiggestellt. Auf Anregung von Literaten, denen er das Libretto vorgelegt hatte, ergänzte er nachträglich noch einige lyrische Partien.:546 1898 integrierte er die separat komponierte Volksszene La fête du couronnement in den dritten Akt.
Charpentier unternahm mehrere Versuche, die Oper an einem Opernhaus unterzubringen. Léon Carvalho, der Leiter der Pariser Opéra-Comique, kritisierte den „schäbigen Realismus“ und schlug vor, die Handlung in die Zeit Ludwigs XV. zu verlegen und das Ende versöhnlicher zu gestalten – Louise und Julien sollten mit dem Segen ihres Vaters zueinander finden. Charpentier war mit diesen Änderungen jedoch nicht einverstanden. 1898 akzeptierte Carvalhos Nachfolger Albert Carré das Werk in seiner Originalgestalt.
Die Uraufführung fand am 2. Februar 1900 in der Salle Favart der Opéra-Comique statt.:547 Die musikalische Leitung der Uraufführung hatte André Messager. Die Inszenierung übernahm Albert Carré selbst. Die Bühnenbilder stammten von Lucien Jusseaume. In den Hauptrollen sangen Marthe Rioton (Louise), Adolphe Maréchal (Julien), Lucien Fugère (Vater) und Blanche Deschamps-Jéhin (Mutter). Die Aufführung war ein großer Erfolg, der durch die im selben Jahr stattfindende Weltausstellung noch begünstigte wurde. Alle Kritiker sahen in der Oper einen Meilenstein in der Entwicklung der französischen Oper. Allerdings wurden der Lobpreis auf die freie Liebe und der Montmartre-Dialekt bemängelt.:547 Das Leitungs-Team Carré, Messager und Jusseaume produzierte zwei Jahre später auch die Uraufführung von Claude Debussys Pelléas et Mélisande.
Dreizehn Jahre später schrieb Charpentier eine Fortsetzung der Oper mit dem Titel Julien. Darin verarbeitete er sein ebenfalls schon in Rom komponiertes Drama La vie de poète. Deren Erfolg jedoch ist nicht annähernd mit dem von Louise zu vergleichen.

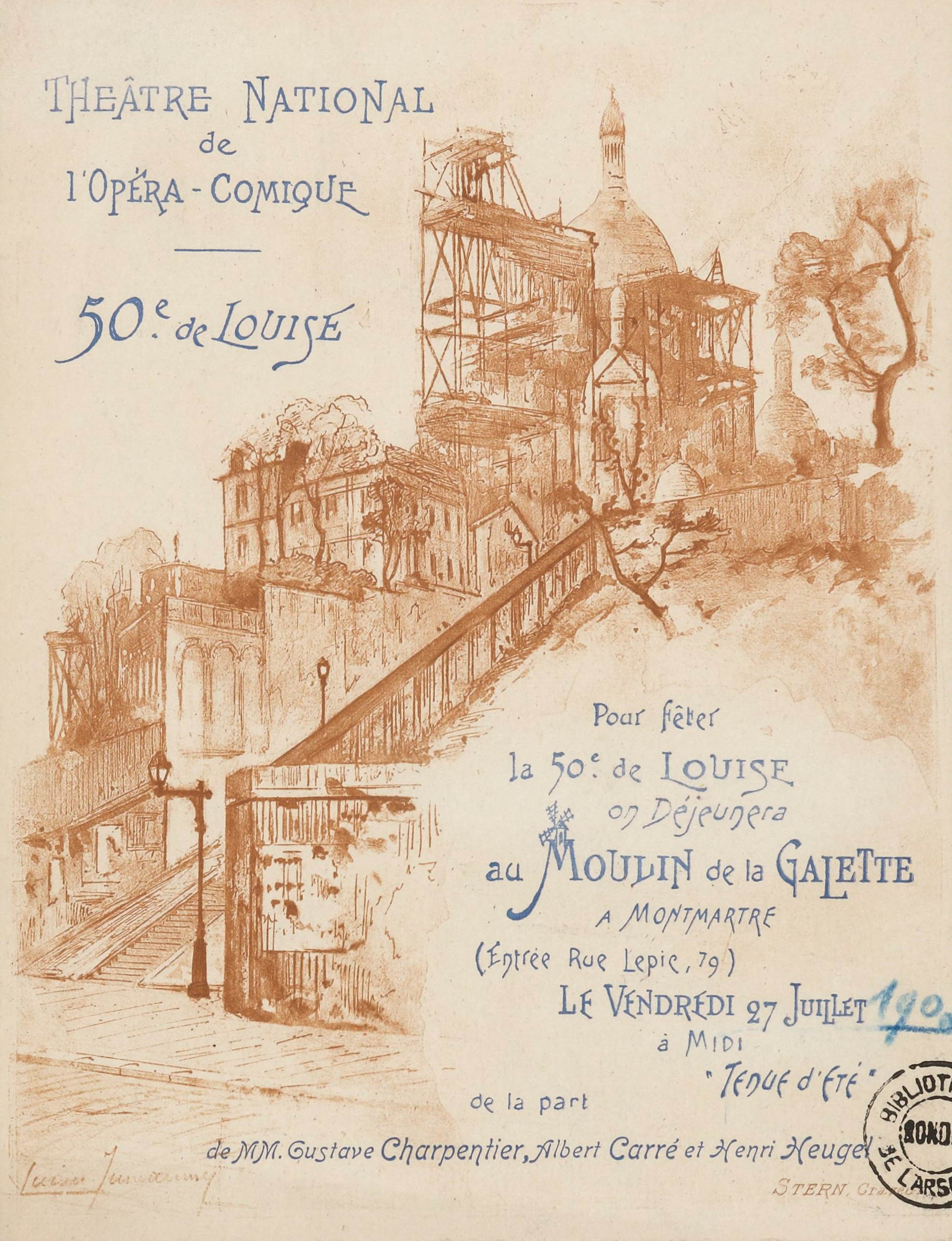
Poster zur 50. Aufführung

Louise wurde an der Opéra-Comique in der ersten Spielzeit 100 Mal und bis 1935 fast 1000 Mal gespielt. Ab der achten Aufführung am 10. April übernahm die Zweitbesetzung Mary Garden die Hauptrolle zunächst im dritten Akt und ab dem 25. April vollständig. Sie hatte damit einen gewaltigen Erfolg und galt als Idealbesetzung.
Schon kurz nach der Uraufführung wurde sie auch außerhalb Europas aufgeführt, so 1900 in New York (1921 an der Metropolitan Opera mit Geraldine Farrar, später Lucrezia Bori und Grace Moore) oder 1918 in Buenos Aires. Die erste deutsche Produktion gab es 1902 in Frankfurt am Main in einer Übersetzung von Otto Neitzel. Im selben Jahr wurde sie auch in Hamburg, Leipzig und Köln gespielt – in Hamburg 23 Mal bis 1929. In Berlin sang 1903 Emmy Destinn die Titelrolle, in Wien im selben Jahr Marie Gutheil-Schoder unter der Leitung von Gustav Mahler. 1908 dirigierte Arturo Toscanini eine Produktion der Mailänder Scala mit Fanny Heldy und Aureliano Pertile. 1909 sang Louise Edvina die Hauptrolle am Covent Garden in London.
Spätere Aufführungen gab es 1979 in Graz (konzertant), 1981 von der English National Opera im London Coliseum, 1983 in Brüssel und Frankfurt, 1984 in Augsburg,:547 1986 in Straßburg und 1996 in Toulouse (Leitung: Michel Plasson, Inszenierung: Nicolas Joel, 2000 auch in Paris aufgeführt). Am Theater Dortmund wurde die Oper im Jahr 2000 mit ihrer Fortsetzung Julien kombiniert (Inszenierung: John Dew). Beide Opern der Dortmunder Produktion wurden vom WDR im Radio übertragen.

## Aufnahmen
- 1935 (Studio; Kurzfassung; erste bekannte Aufnahme; Opernwelt-CD-Tipp: „Historische Bedeutung“[4]): Eugène Bigot (Dirigent), Orchestre Raugel Paris, Les Choeurs Raugel Paris. Ninon Vallin (Louise), Georges Thill (Julien), André Pernet (Vater), Aimée Lecouvreur (Mutter). Music Memoria CD: 30223, Nimbus : NI 7829, Naxos historical 8.110225 (1 CD).[8]:2729
- 1939 (Verfilmung): Eugène Bigot (Dirigent), Abel Gance (Regie). Grace Moore (Louise), Georges Thill (Julien), André Pernet (Vater), Suzanne Desprès (Mutter).[9]
- 20. Februar 1943 (live aus New York): Thomas Beecham (Dirigent), Orchester und Chor der Metropolitan Opera. Grace Moore (Louise), Raoul Jobin (Julien), Ezio Pinza (Vater), Doris Doe (Mutter). Naxos historical 8.110102-.04 (2 CD), Eklipse CD: WHL 9, Cantus Classics 500293 (2 CD).[8]:2730
- Mai 1956 (Studio; Opernwelt-CD-Tipp: „Referenz-Aufnahme“[4]): Jean Fournet (Dirigent), Orchester und Chor der Opéra-Comique Paris. Berthe Monmart (Louise), André Laroze (Julien), Louis Musy (Vater), Solange Michel (Mutter). Philips CD: 442 082 2.[8]:2732
- Januar 1976 (Studio; erste Szene des dritten Akts leicht gekürzt): Georges Prêtre (Dirigent), New Philharmonia Orchestra London, Ambrosian Opera Chorus. Ileana Cotrubaș (Louise), Plácido Domingo (Julien), Gabriel Bacquier (Vater), Jane Berbié (Mutter). Sony CD: 46 429, CBS LP: 79302 (3 LP).[8]:2734
- 6. Februar 1977 (live aus New York; gekürzt): Julius Rudel (Dirigent), Orchester und Chor der New York City Opera. Beverly Sills (Louise), John Alexander (Julien), Robert Hale (Vater), Frances Bible (Mutter). Premiere Opera 1224-2 (2 CD).[8]:2736
- Juni 1977 (Studio; erste Szene des dritten Akts leicht gekürzt): Julius Rudel (Dirigent), Orchester und Chor der Opéra National de Paris. Beverly Sills (Louise), Nicolai Gedda (Julien), José van Dam (Vater), Mignon Dunn (Mutter). EMI CD: 5 65299 2 (3 CD).[8]:2737
- Januar 1983 (live aus Brüssel; gekürzt): Sylvain Cambreling (Dirigent), Orchester und Chor des Théâtre de la Monnaie Brüssel. Felicity Lott (Louise), Jerôme Pruett (Julien), Ernest Blanc (Vater), Rita Gorr (Mutter). Teldec CD: 0630 157292.[8]:2739
- 1999 (live aus San Francisco; gekürzt): Patrick Summers (Dirigent), Orchester und Chor der San Francisco Opera. Renée Fleming (Louise), Jerry Hadley (Julien), Samuel Ramey (Vater), Felicity Palmer (Mutter). Lyric Distribution NO 936-2 (2 CD).[8]:2741
- 9. Mai und 12. Juni 2001 (live aus Dortmund; dritter Akt gekürzt; bei der nachfolgenden Radiosendung des WDR wurde auch der vierte Akt gekürzt): Axel Kober (Dirigent), Philharmonisches Orchester Dortmund, Chor und Extrachor des Theaters Dortmund. Barbara Dobrzanska (Louise), Brian Nedvin (Julien), Karl-Heinz Lehner (Vater), Sonja Borowski-Tudor (Mutter).[8]:2742